# تعليم غير مختلط
التعليم غير المختلط، أو التعليم أحادي الجنس، يعبر عن سير العملية التعليمية في صفوف منفصلة لكل من الذكور والإناث، وربما في مباني أو مدارس منفصلة. شاع التعليم غير المختلط قبل القرن العشرين، لا سيما في التعليم الثانوي والعالي. يُمارس التعليم غير المختلط في مناطق كثيرة من العالم تقيدًا بالتقاليد والدين. تزايد الاهتمام بتأسيس المدارس غير المختلطة بسبب البحث التربوي. ويُمارس هذا النوع من التعليم في العديد من البلدان ذات الأغلبية المسلمة، بينما تشمل بلدان العالم الأكثر شهرة بممارسته: تشيلي وكوريا الجنوبية والدول الناطقة باللغة الإنجليزية مثل سنغافورة وأيرلندا، وكذلك المملكة المتحدة وهونغ كونغ ونيوزيلندا وجنوب أفريقيا وأستراليا.
ينتشر التعليم غير المختلط في العالم الغربي ضمن القطاع الخاص بشكل أساسي، إذ يكون التعليم في القطاع العام (الحكومي) مختلطًا، على عكس المدارس في العالم الإسلامي التي يُفصل فيها الجنسان في كل من المدارس العامة والخاصة. تتراوح الدوافع وراء التعليم غير المختلط بدءًا من الأفكار الدينية التي تقضي بالفصل بين الجنسين، وصولًا إلى المعتقدات التي يتعلمها الجنسان ويتصرفون على أساسها بشكل مختلف. لذا فهم يتطورون في بيئة غير مختلطة.
قدمت مدارس الإنهاء الخاصة بالفتيات وكليات المرأة في القرن التاسع عشر فرصة التعليم للنساء في الوقت الذي حُرمن فيه من الوصول إلى المؤسسات التعليمية السائدة في الدول الغربية. شاعت مدارس الإنهاء بشكل خاص في سويسرا، وكليات المرأة في الولايات المتحدة والمملكة المتحدة، وتميزت بتعليم المرأة.

## لمحة تاريخية
كان المنزل السبيل الأشيع لحصول الفتيات على التعليم في أوروبا الغربية قبل القرن التاسع عشر، وذلك من خلال الدروس الخصوصية وليس المدرسة، نتيجة معارضة انخراط المرأة في المدارس. بدأ هذا الموقف بالتغير خلال القرنين السابع عشر والثامن عشر، عندما تأسست مدارس البنات في كل من أوروبا الكاثوليكية، بإدارة الراهبات، وكذلك في أوروبا البروتستانتية، بإدارة المربيات والمحسنين وأصحاب المشاريع الخاصة.
واكبت الولايات المتحدة هذا التطور، حيث نجحت أولى النسويات في إنشاء مؤسسات تعليمية نسائية، وكانت مختلفة عن مؤسسات الرجال واعتُبرت أدنى منزلة منها. قدمن رغم ذلك، الفرص الأولى لإضفاء الطابع الرسمي على التعليم العالي للنساء في العالم الغربي. قدمت كليات الأخوات السبع تحررًا غير مسبوقًا للمرأة.
تأسست كلية سيلم الرائدة في وينستون سيلم بولاية نورث كارولينا في عام 1772، وكانت في الأصل مدرسة ابتدائية، لكنها أصبحت فيما بعد أكاديمية (مدرسة ثانوية) وفي النهاية كليّة. كانت كلية نيو إنجلاند الطبية للإناث (1848) وكلية الطب النسائية في بنسلفانيا (1850) أول مؤسستين طبيتين في العالم لتدريب النساء في الطب ومنحهن درجة الماجستير في الطب.
بدأت الأفكار المتعلقة بالتعليم بالتغير خلال القرن التاسع عشر: الأفكار الحديثة التي حددت التعليم على أنه حق، وليس امتياز متاح لنخبة صغيرة فقط، ولاقت الدعم في أمريكا الشمالية وأوروبا. أُدخل التعليم الابتدائي الجماهيري، ولحقه المزيد من افتتاح المدارس المختلطة.
أصبح التعليم المختلط- وكذلك الجماهيري- أساسيًا في العديد من الأماكن. كما ساهم انتشار العلمنة في القرن العشرين في قبول التربية الجنسية المختلطة. أُذن بالتعليم المختلط في الاتحاد السوفيتي عام 1917.
جاء عن كورنيليوس ريوردان أن: «التعليم المختلط قد أصبح عالميًا بحلول نهاية القرن التاسع عشر، في كل من المدارس الحكومية الابتدائية والثانوية الأمريكية. وكان ذلك حقيقيًا إلى حد كبير في جميع أنحاء العالم بحلول نهاية القرن العشرين. ظل تقليد التعليم غير المختلط سائدًا بشكل كبير حتى ستينيات القرن العشرين في المملكة المتحدة وأستراليا وأيرلندا. شهدت ستينيات وسبعينيات القرن العشرين تغيرات اجتماعية قوية، ومُررت العديد من قوانين مكافحة التمييز خلال تلك الحقبة، مثل التعديل التاسع لعام 1972. أوضح وايزمان (2008) أن المدارس غير المختلطة لم تعد شائعة بنسبة أكبر من 1-2 % إلا في عدد قليل من بلدان العالم، وذلك بحلول عام 2003، مع استثناءات تجاوزت النسب فيها 10% في كل من بلجيكا وتشيلي وسنغافورة والمملكة المتحدة وهونغ كونغ وإسرائيل ونيوزيلندا وأستراليا وكوريا الجنوبية ومعظم الدول الإسلامية. تجدد الاهتمام بالمدارس غير المختلطة ضمن المجتمعات الحديثة في الآونة الأخيرة، وذلك ضمن القطاعين العام والخاص (ريوردان 2002)».

## التأثيرات
يعدّ التعليم غير المختلط موضوعًا مثيرًا للجدل. يجادل المؤيدون بأنه يساهم في تحسين نتائج الطلاب مثل درجات الاختبار، ومعدلات التخرج، وحلول الصعوبات السلوكية. بينما يجادل المعارضون بأن الأدلة على مثل هذه الآثار مبالغ فيها أو غير موجودة، بل يجادلون بأن مثل هذا الفصل يمكن أن يفاقم التحيز الجنسي، ويضعف من تطوير المهارات الشخصية.
يعتقد مناصرو التعليم غير المختلط أن هناك اختلافات جندرية فعلية في طريقة تعلم الأولاد والبنات وسلوكياتهم في الأوساط التعليمية، وأن هذه الاختلافات مبرر كافٍ لتعليمهم بشكل منفصل. تفيد إحدى الآراء المتعلقة بهذه الحجة بأن الاختلافات في الدماغ بين الذكور والإناث تستحق تطبيق أساليب تدريس متخصصة وفقًا للنوع الاجتماعي، لكن التدقيق العلمي الشديد نفى مثل هذه الادعاءات. يجادل مؤيدو التعليم غير المختلط أن الفصل بين الجنسين يساعد في التقليل من تشتت انتباه الطلاب بسبب تصرفات الجنس الآخر في الفصول الدراسية. كما يجادل مؤيدو التعليم غير المختلط أيضًا بأن ثقافة البيئات المختلطة تدفع بعض الطلاب إلى التركيز على التنشئة الاجتماعية بشكل أكبر، بدلًا من إعطاء الأولوية للأوساط الأكاديمية. يعتقدون أن التركيز على التنشئة الاجتماعية يتسبب في مشاكل تتعلق بمشاركة الطلاب ومستويات الحضور ومشاكل التأديب.

## التأثير على الحقوق المدنية للمواطنات
يساعدنا تقييم الجدال الحالي حول التعليم غير المختلط بأفق واسعة في إدراك العوامل السياقية التي تشكل فعليًا جوهر القضية. تفضي معظم المناقشات المتعلقة بالآثار المحتملة للتعليم غير المختلط، إلى اعتبار الطلاب المستقبليين لمثل هذه المؤسسات، المستفيدين الوحيدين من هذه الآثار. ومع ذلك، فإن التقييم المناسب يأخذ في الاعتبار الآثار السياقية، ويدرك أن المواطنات كطبقة سيكنّ المستفيدات الحقيقيات إذا بلغ التعليم غير المختلط أهدافه المرجوة.

إذا صرفنا النظر عن العديد من الاهتمامات المتباينة التي تؤثر على نزاع التعليم غير المختلط، فإن الاهتمام الأساسي للجدال هو التساؤل عن إمكانية التعليم غير المختلط في معالجة التمييز بين الجنسين سابقًا من عدمه. يمكن القول باختصار:
نشأت النزعة الانفصالية [الجندرية] في المعتقدات المتعلقة بالاختلافات الفطرية بين النساء والرجال، فيما يتعلق بالميول والقدرات، والعواطف التي تتوافق مع «الآراء السائدة عمومًا حول المكان المناسب للمرأة». ساهم التعليم العالي غير المختلط، لعدة قرون، في الحد من الفرص المهنية للمرأة بشكل كبير.
يمكن أن تزيد الآثار المترتبة على إحياء التعليم غير المختلط في أمريكا، من تراجع الصور النمطية الجنسية التي عفا عليها الزمن، وبالتالي تسهيل المساواة بين الجنسين في سياقات اجتماعية أخرى. يسمح دمج التاريخ الوطني للفصل بين الجنسين لجميع الأطراف بموازنة الفوائد الافتراضية لطلاب المستقبل أمام الانحدار المحتمل للمساواة بين الجنسين في أمريكا.